# Frank País
Frank Isaac País García (* 7. Dezember 1934 in Santiago de Cuba, Kuba; † 30. Juli 1957 ebenda) war einer der wichtigsten kubanischen Revolutionäre im heimischen Untergrund.

## Leben

### Familie, Ausbildung und Berufstätigkeit
Frank País kam als ältester Sohn des aus Spanien eingewanderten Ehepaars Francisco País Pesqueira (1862–1939) und Rosario García Calviño (1899–1977) zur Welt. Sein Vater, baptistischer Pastor, verstarb im Oktober 1939 im Alter von 77 Jahren, als Frank und seine beiden jüngeren Brüder Agustín (* 1936) und Josué (1937–1957) noch kleine Kinder waren. Die hinterbliebene Familie lebte darauf unter schwierigen wirtschaftlichen Bedingungen. País absolvierte von 1949 bis 1953 eine Ausbildung zum Volksschullehrer an der Escuela Normal para Maestros de Oriente in Santiago, anschließend studierte er für ein Jahr an der Pädagogischen Fakultät der Universidad de Oriente. Er gab bereits während seiner Ausbildung Abendkurse in der Erwachsenenbildung und unterrichtete nach seinem Abschluss als Grundschullehrer an der baptistischen Privatschule El Salvador in seiner Heimatstadt. 1956 gab er seine Berufstätigkeit auf, um sich ganz dem Widerstandskampf zu widmen.

### Widerstand gegen die Diktatur
Zum Zeitpunkt des Putsches von Fulgencio Batista im März 1952 war País im dritten von vier Ausbildungsjahren Studentensprecher an der Escuela Normal. In Zusammenarbeit mit Studentenvertretern anderer Bildungseinrichtungen in Santiago organisierte País zunächst Straßendemonstrationen gegen die Diktatur. Erst 1953 entschied er sich für den Weg des bewaffneten Widerstands und gründete die auf Santiago beschränkte Gruppe Decisión Guiteras. País war Mitglied weiterer Organisationen, die gegen das Batista-Regime kämpften: so u. a. in Movimiento Nacional Revolucionario (MNR), Acción Revolucionaria Oriental (ARO), und Acción Nacional Revolucionaria (ANR). Gründer und nationaler Chef in Kuba der Gruppe Aktion und Sabotage der Bewegung des 26. Juli, sowie Koordinator städtischer Widerstandsgruppen im Ostteil der Insel und Delegierter im Nationalen Direktorium der Bewegung des 26. Juli in Santiago de Cuba.
Nachdem er in Reaktion auf die Morde in der Moncada-Kaserne an einigen der bewaffneten Angreifer vom 26. Juli 1953 sein Protestschreiben Asesinato („Mord“) vervielfältigte und verteilte, wurde er erstmals von der Polizei festgenommen und verbrachte die zweite Augusthälfte in Haft.
Frank País leitete u. a. die Vorbereitungen zum Aufstand vom 30. November 1956 in Santiago de Cuba, der zur Unterstützung der Landung der Revolutionäre mit der Yacht Granma auf Kuba gedacht war. An der Aktion ebenfalls beteiligt waren u. a. Armando Hart und Celia Sánchez. Zuvor war er im August und erneut im Oktober 1956 nach Mexiko gereist, um sich dort mit Castro zu beraten. Im März 1957 wurde País verhaftet und gemeinsam mit 150 weiteren Angeklagten, darunter 22 Expeditionsteilnehmer der Granma, wegen bewaffneter, gegen die Regierung gerichteter Aktivitäten vor Gericht gestellt. In einem aufsehenerregenden Urteil wurden die Revolutionäre im Mai vom vorsitzenden Richter Manuel Urrutia freigesprochen, da sie innerhalb ihres verfassungsmäßig garantierten Rechts auf Widerstand gegen die illegale Machtübernahme Batistas gehandelt hätten.
País stellte das erste Verstärkungskontingent aus 50 Kämpfern zusammen, das bis zum 6. Januar 1957 zu den weniger als zwanzig verbliebenen Rebellen der Granma-Besatzung in die Sierra Maestra aufstieg. Auf seine Initiative hin gab es neben einem katholischen auch einen baptistischen Seelsorger unter den Guerilleros. Während seiner Untergrundaktivität in der Bewegung des 26. Juli trug er nacheinander die Decknamen Salvador, David und Cristian.

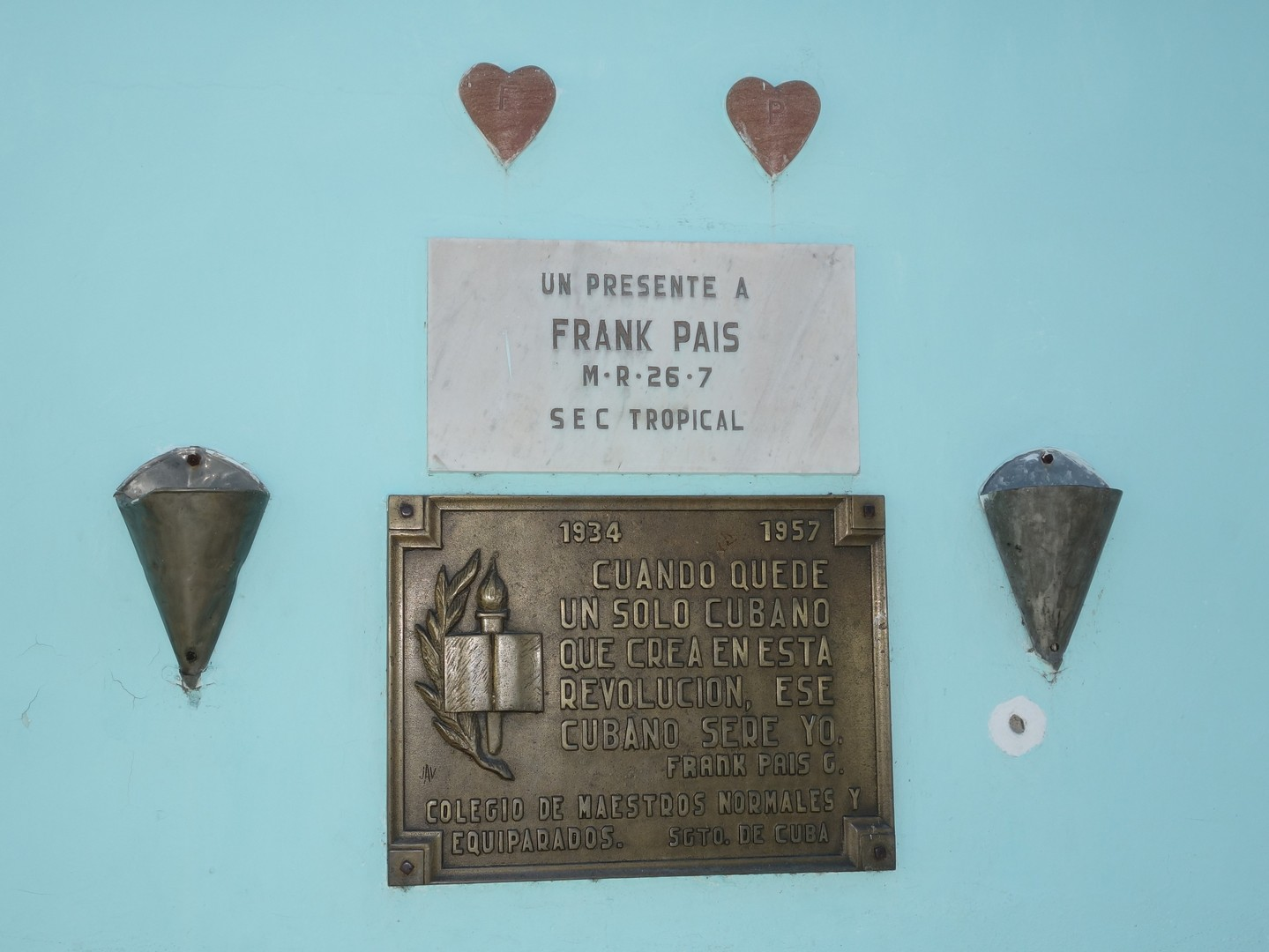
Gedenktafeln und restauriertes Einschussloch am Ort seiner Erschießung in Santiago

Frank País verbrachte die letzten Tage seines Lebens versteckt vor der intensiv nach ihm fahndenden Polizei in einem Geheimquartier in der Innenstadt von Santiago, von dem nur vier Personen Kenntnis hatten. Dort wurde er am 30. Juli 1957 von einem Großaufgebot an Sicherheitskräften unterschiedlicher Einheiten gezielt aufgesucht, festgenommen und zusammen mit seinem Mitstreiter Raúl Pujol in der Straße Callejón del Muro seiner Geburtsstadt ermordet. Zuvor hatte ihn Luis Mariano Randich identifiziert, ein ehemaliger Kommilitone aus der Nationalen Hochschule für die Lehrerausbildung, der im Juli 1959 von den siegreichen Revolutionären hingerichtet wurde. Nach eigenen Angaben hatte ihn die Mitkämpferin Vilma Espín dort noch rund zehn Minuten vor País' Verhaftung angerufen. Kurz nach ihrem Anruf gab der die Suche nach País leitende Oberstleutnant José María Salas Cañizares den Befehl, den betreffenden Häuserblock zu umstellen. Es wird angenommen, dass die Sicherheitskräfte in Santiago damals (ebenso wie die Untergrundkämpfer) alle privaten Telefonate abhörten.
Frank País' Beerdigung entwickelte sich zur politischen Demonstration gegen das Regime. Bereits einen Monat zuvor war sein Bruder Josué nach einer gescheiterten Kommandoaktion gemeinsam mit zwei weiteren Mitkämpfern bei einem Schusswechsel mit Sicherheitskräften der Regierung ums Leben gekommen. Nachfolger als nationaler Koordinator der Bewegung des 26. Juli wurde Armando Hart. Frank País' Verlobte, América Domitro (1935–1971), beteiligte sich nach seinem Tod weiter am Kampf gegen Batista, zunächst im Untergrund und ab November 1958 in der Rebellentruppe. Auf Vermittlung der spanischen sowie der costa-ricanischen Botschaft wurde Agustín, dem letzten überlebenden der drei Brüder País, der ebenfalls in Lebensgefahr schwebte, eine Woche nach Franks Tod zunächst der Transfer per Flugzeug von Santiago nach Havanna gewährt, bevor er kurz darauf ins Exil in die Vereinigten Staaten ausreisen konnte, wo er bis heute lebt.
Sein Porträt ziert die 200 CUP Banknote. Außerdem ist der Flughafen Holguín nach ihm benannt.

## Dokumentarfilm
- Enrique Pineda Barnet: David. (Kuba, 1967) 135 Minuten